# Södermanlands runinskrifter 160
Runinskrift Sö 160 är ristad på en runsten placerad vid gården Täckhammar i Bärbo socken och Nyköpings kommun. Den står på gårdsplanen intill två boningshusen, snett ovanför Sö 163. 
I samma område står även Sö 161 och Sö 162. 
Stenarna Sö 160, 161 och 162 upptäcktes 1810 vara inmurade i Råby kyrkas ena vägg. De utplockades och restes här på sina nuvarande platser.

## Stenen
Tingalidet som står omnämnd på runstenen antas vara Knut den stores omtalade livgarde. Gardet bestod av en skara välutbildade och förnäma krigare som tjänade Knut. Skärner var alltså en av Knut den Stores livvakter innan han dödades. Ett latinskt kors bär upp runinskriften på den höga, långsmala stenen. De runor som inte fick plats i korset är ristade intill.

## Inskriften
Runsvenska: aybirn : raisþi : stain : þansi : at : karþi : han uarþ : tauþr : o| |oklati i liþi
Normaliserad: Eybjôrn reisti stein þenna at Skerði. Hann varð dauðr á Englandi í liði.
Nusvenska: Öbjörn reste denna sten efter Skärder. Han blev död i England i tingalidet.

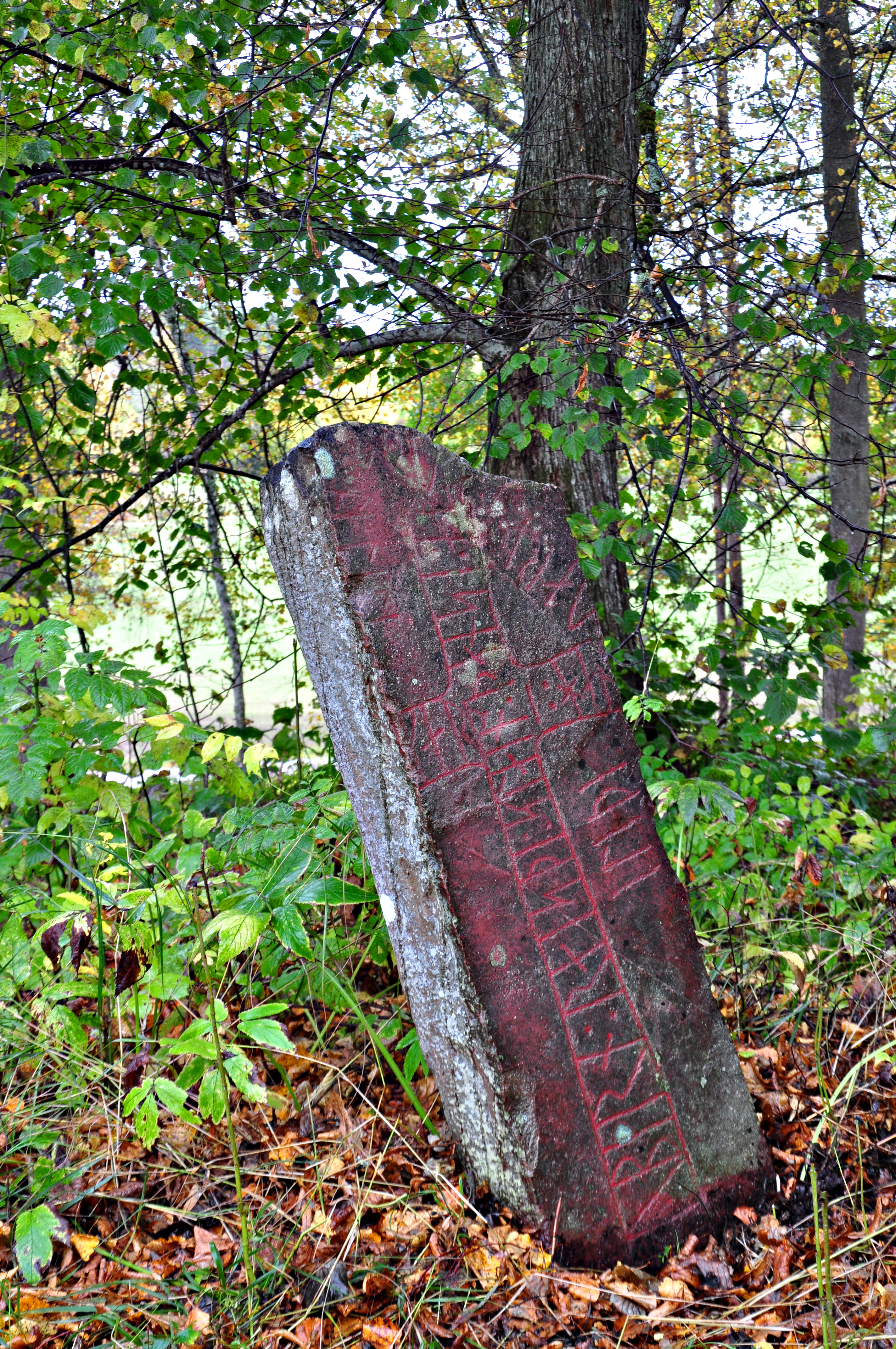
Då runstenen är våt ser man tydligt dess ursprungliga röda sandstensyta.